# Njerëz të humbur
Njerëz të humbur (deutsch „Vermisste Menschen“, englisch Missing People) war eine von 2008 bis 2018 in Albanien ausgestrahlte Life-Fernsehshow. Der private Fernsehsender TV Klan übernahm in diesem Jahr die Urheberrechte vom Sender Telenorba Shqiptare, bei der die Fernsehsendung von 2005 bis 2006 mit dem Titel Ku je? (dt. „Wo bist du?“) und ab 2006 mit dem heutigen Sendetitel erschien. Die Sendung wurde jeweils mittwochs um 20:45 Uhr live übertragen. Im Sommer gab es zwischen Juli und September eine Sendepause. Die Idee zur Sendung hatte die Journalistin Aida Shtino, die von einem ähnlichen Format beim privaten Sender TV Alter in Griechenland inspiriert wurde, wo sie auch langjährig arbeitete. Shtino knüpft mit Njerëz të humbur an die problematische Auswanderungstradition der Albaner an, durch die viele Familien für lange Zeit getrennt wurden und kein Kontakt zwischen den einzelnen Mitgliedern möglich war. Mit der Veröffentlichung der Vermisstenfälle im Fernsehen erhoffte sie, dass Familienmitglieder, Freunde, Kollegen, Bekannte usw. die vermisste Person erkennen und sich bei der Sendung melden. Meist begab sich das Redaktionsteam mit Shtino selber auf die Sammlung der Indizien und Beweisen zur Person. Rund um die Uhr konnten Personen, die irgendetwas zum Aufenthaltsort oder zum Fall allgemein wussten, sich beim Telefon-Team äußern. Die in der Sendung behandelten Fälle waren fast immer den betreffenden Polizeibehörden bekannt. Njerëz të humbur war auch außerhalb Albaniens aktiv: Viele Fälle kamen auch aus dem benachbarten Ländern Kosovo, Nordmazedonien, Montenegro, Serbien, Griechenland, aber auch aus der albanischen Diaspora in Italien, Deutschland, anderen europäischen Staaten, den Vereinigten Staaten, Kanada, Australien und aus anderen Ländern der Welt. 2014 wurde die Sendung eingestellt. Später teilte Shitino mit, dass sie und Personen, die Angehörige vermissten, bedroht worden seien.

## Stiftung und Partner
2006 wurde es als nötig erachtet, eine Stiftung mit dem gleichen Namen zu gründen, die die Fälle auch außerhalb der Sendung behandelte. Fondacioni „Njerëz të humbur“ ist der Name dieser Stiftung und wurde auch von Aida Shtino kreiert. Neben diesem Haupthelfer bestehen noch weitere Partner aus Justiz, Politik, Wirtschaft und Medien: die albanische Staatsanwaltschaft, die Polizei, Interpol, verschiedene albanische Auswanderervereine, die Albanische Volksanwaltschaft, das Internationale Rote Kreuz, die Zeitung Bota Shqiptare in Italien, die ausländischen Botschaften in Albanien, das griechische Gegenstück Fos sto Tounel, das italienische Chi l'ha visto? und das US-amerikanische Missing Person.

## Einzelnachweis
1. ↑  Si u mbyll “Njerëz të Humbur”, Aida Shtino flet për herë të parë. In: Gazeta Shqip. 28. April 2019, abgerufen am 11. Januar 2020 (albanisch).